# La platja de Trouville
El quadre de La platja de Trouville ("La Plage de Trouville" en francés), és una obra d'estil impressionista del segle XIX. Pintada per Claude Monet l'any 1870, representa a dos dones en una escena lluminosa i airejada de la costa normanda sota un cel dinàmic.

## Descripció
Es tracta d'una obra pintada amb oli sobre tela, una tècnica que es va començar a utilitzar fora de l'àmbit acadèmic a partir de l'Impressionisme. L'autor exemplifica l'atenció de l'impressionisme en les escenes diàries comunes, sense cap rellevància significativa. L'obra exhibix l'ocupació típica de Monet de pinzellades veloces i tons vius per a capturar la llum fluctuant i l'ambient de la platja, atorgant-li a l'obra una qualitat efímera i atmosfèrica, característica de l'impressionisme. Les subtileses blaves i verds de la mar i el cel es fusionen amb els tons més càlids de l'arena i els abillaments de bany dels banyistes, generant una impressió enèrgica i activa.
Monet va dibuixar La platja de Trouville durant l'estiu de 1870, quan ell i la seua primera esposa, Camille Doncieux (el seu amant des de 1865), gaudien de la seua lluna de mel a la ciutat, que es destacava com un lloc turístic famós en la costa de Normandia. L'obra d'art mostra a Camille (a l'esquerra) al costat de Madame Boudin, l'esposa del seu mestre. Eugene Boudin, a la platja, les seues ombrel·les reflectixen les seues cares en ombres ombrívoles. L'obra artística representa una transició des dels inicis de la pintura figurativa de Monet cap als seus subjectes madurs i paisatges, evidenciant el seu mestratge en la pintura a l'aire lliure, una destresa que ho situa entre els millors artistes de la història. A cap figura se li dona gran importància, només s'observen els seus rostres. Camille, el rostre del qual ha sigut enfosquit per la seua ombrel·la, es dirigix a la distància mitjana, aparentant-se avorrida, la seua mirada és simplement un triangle marró en un rostre de tonalitat carn. Mentrestant, Madame Boudin es manté més "correcta". Està vestida en negre, sostenint un paraigua de color negre, i tot el seu enfocament es dirigix cap al seu llibre o brodat. El seu ajustat coll blanc i la seua postura general indiquen una reconeguda moderació. D'altra banda, Camille porta un abillament blanc despullat i manté enlaire una ombrel·la blanca. Ella eclipsa al seu company, juntament amb la incertesa i el vent. És probable que siga un instant d'alegria per al seu nou marit.
La imatge podria semblar sintetitzar l'ambient relaxat d'unes vacacions estiuenques, però la vida de la família Monet en eixos temps no era tan idíl·lica. França just havia declarat la guerra a Prússia, i el que anava a passar era summament incert. En concloure l'estiu, Monet va emprendre el seu viatge cap a Anglaterra amb l'objectiu de fugir dels conflictes a París, però només després d'un ajornament a causa de la falta de pagament del compte del seu hotel en Trouville.

## Autor

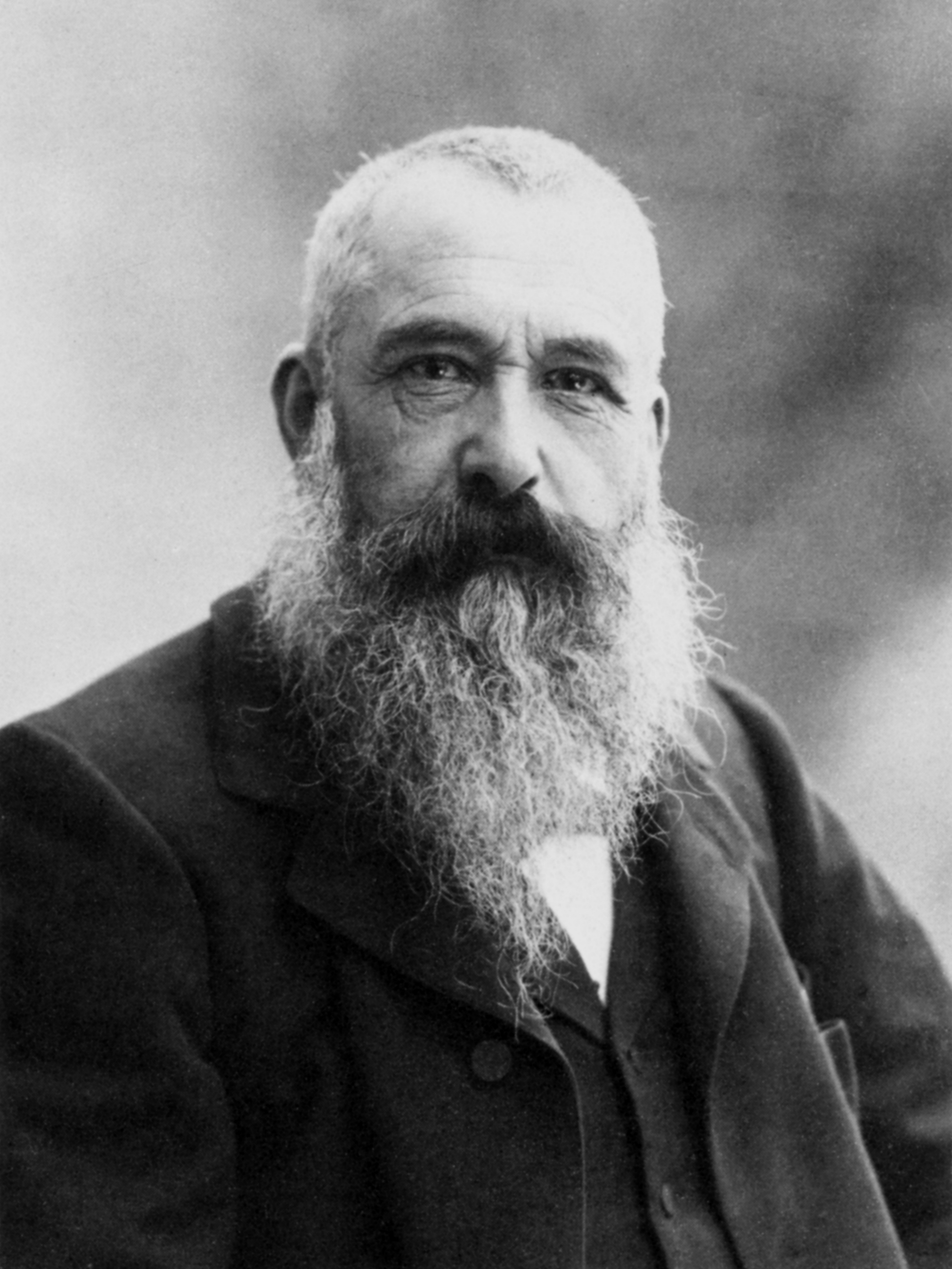
Claude Monet, pintor de l'obra

El pintor impressionista va tindre una vida de 86 anys, nascut en 1840 a París, Ile-de-France, França, i va morir en 1926. Monet es va convertir en un dels creadors de l'impressionisme, ja que es va distanciar de la pintura acadèmica i realista, intentant reflectir la realitat de manera més personal i subjectiva. Les primeres obres de Monet en la costa de Normandia, com La Pointe de la Hève, Sainte-Adresse, que estava ressaltada com a un escenari marítim laboral, ple de pescadors enfrontant-se a un clima fred, mars en moviment i cels tempestuosos. No obstant això, esta obra i les altres huit que va realitzar durant l'estiu de 1870 la retraten com un lloc de vacacions, amb extenses platges d'arena, aire fresc i una arquitectura costanera impressionant. Monet va plasmar diverses escenes de platges i ports, i este quadre reflectix de manera clara el seu estil i el seu interés per les influències de la llum natural.

## Versions

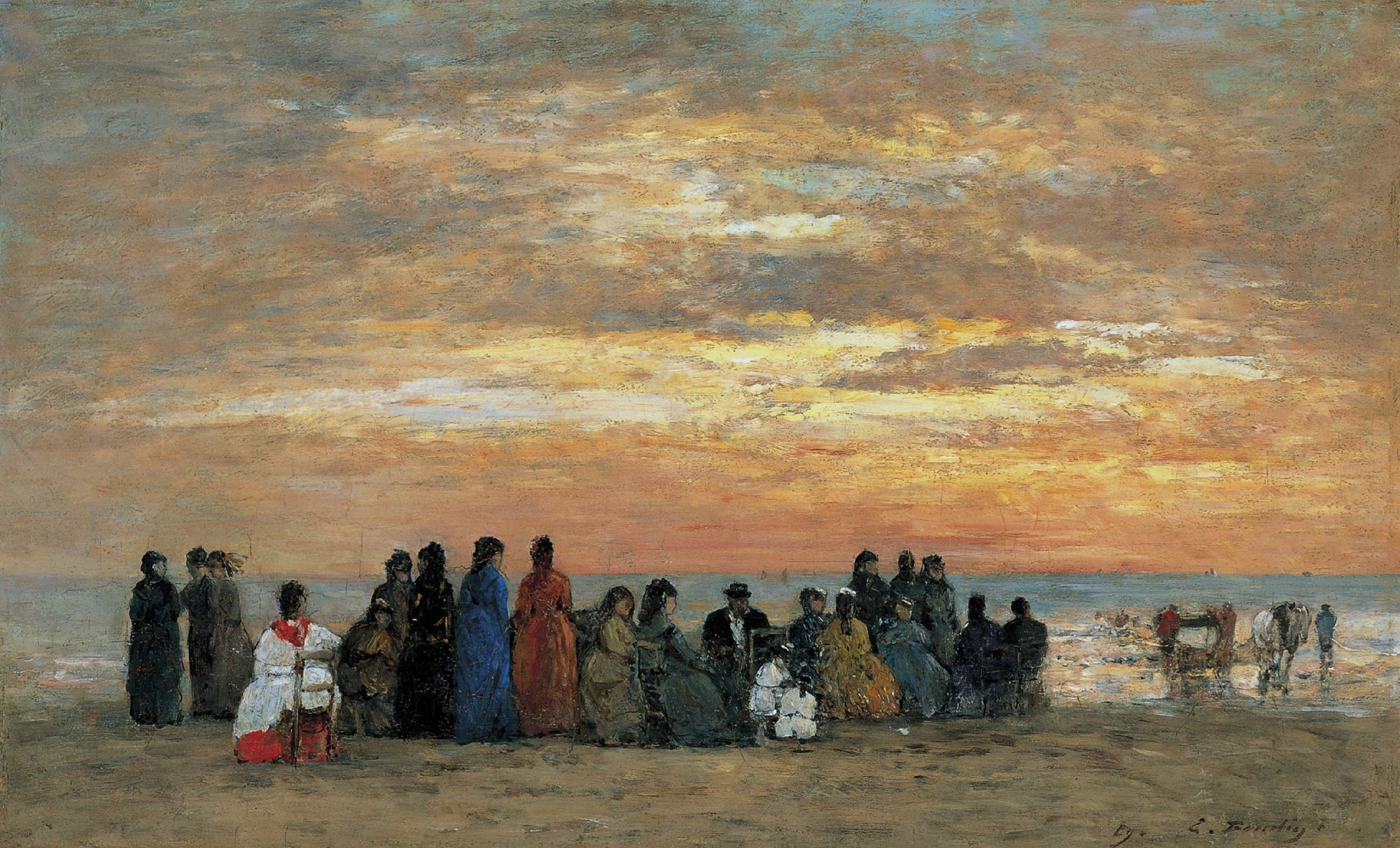
Obra de Eugène Boudin, "Les figures sur la plage à Trouville"

Esta obra va ser pintada durant les setmanes posteriors al seu matrimoni en Trouville, on va anar amb la seua dona, Camille i el seu fill Jean. Louis-Eugène Boudin, company artístic i amic de Monet, també residia a Trouville, i a voltes realitzaven pintures conjuntes en l'exterior. En la seua estada, Monet va dur a terme quatre quadres de gran dimensió: una vista del port i tres obres del passeig marítim, embolicat per hotels de luxe, a més de cinc quadres de figures més reduïdes a la platja, com Camille en la playa de Trouville. Els quadres de menor grandària podrien haver sigut esbossos per a quadres de major grandària que mai es van crear, no obstant això, el fet que este estiga firmat amb les inicials de Monet podria suggerir que el considerava complet en si mateix. Mentre que les escenes de Trouville de Boudin il·lustren files de figures arreglades a la moda a la platja observades des de lluny, Monet presenta a les dos dones a primera pàgina, que semblen estar arreglades de manera casual i retallades pel marc, com si fora una única escena.